# Rheumaptera costipunctaria
Rheumaptera costipunctaria är en fjärilsart som beskrevs av John Henry Leech 1897. Rheumaptera costipunctaria ingår i släktet Rheumaptera och familjen mätare. Inga underarter finns listade.